# الختمى (نبات)
الختمى أو سجلاريا (الاسم العلمي: Sigillaria)، هو جنس من النباتات المنقرضة من شعيبة النباتات الذئبية، عاش هذا النبات في نفس الزمن الذي عاش فيه نبات الاركيوبيترس ونبات الانيروفيتون، وقد كانت لها سلالات عديدة في العصر الفحمي وقد كانت كثيرة الشبه بالاشجار وكانت جذوعها وافرعها مغطاة بأوراق كثيفة تشبه الحراشيف.

## معرض صور

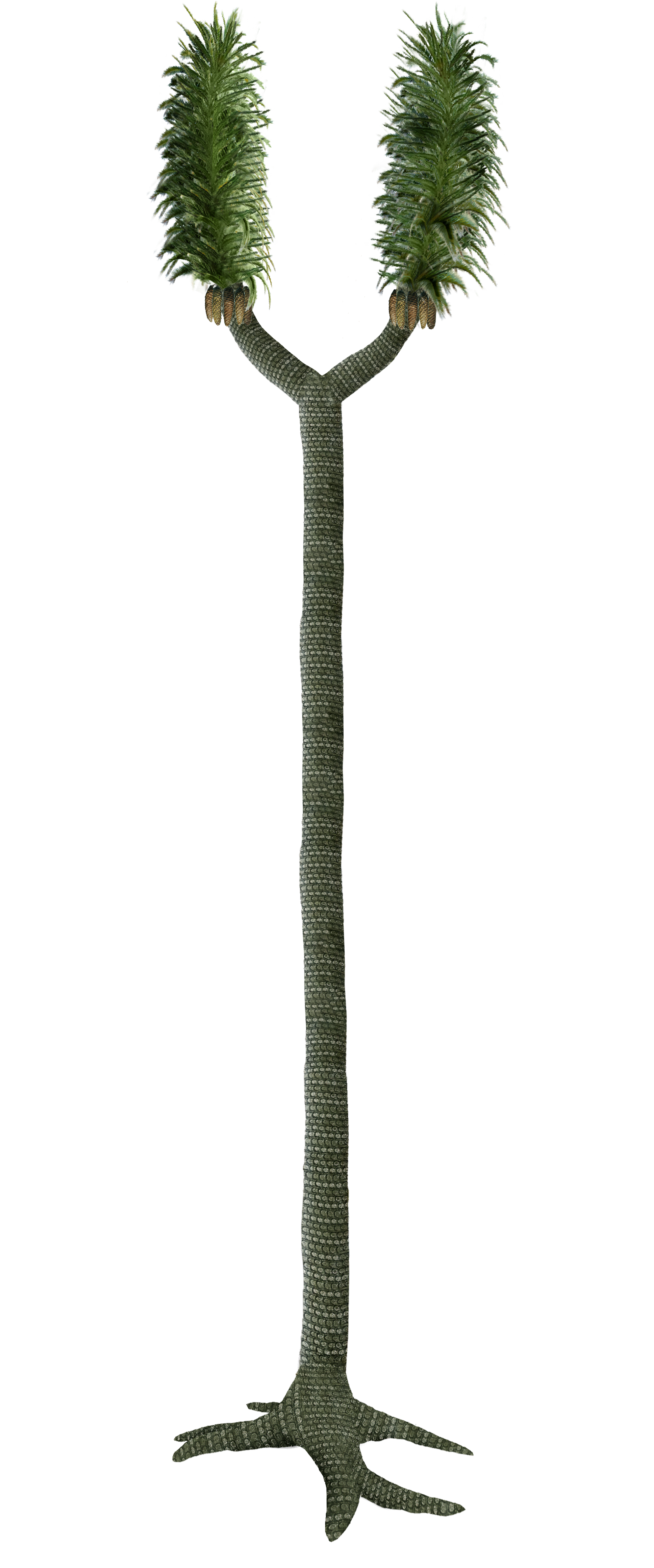
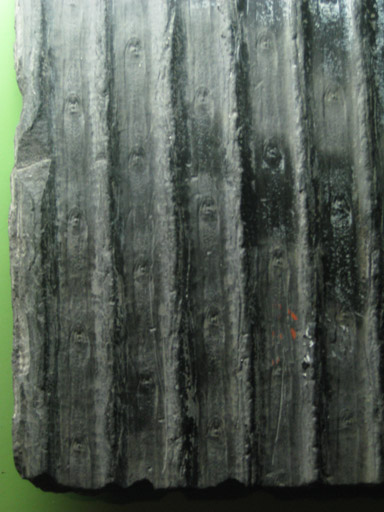
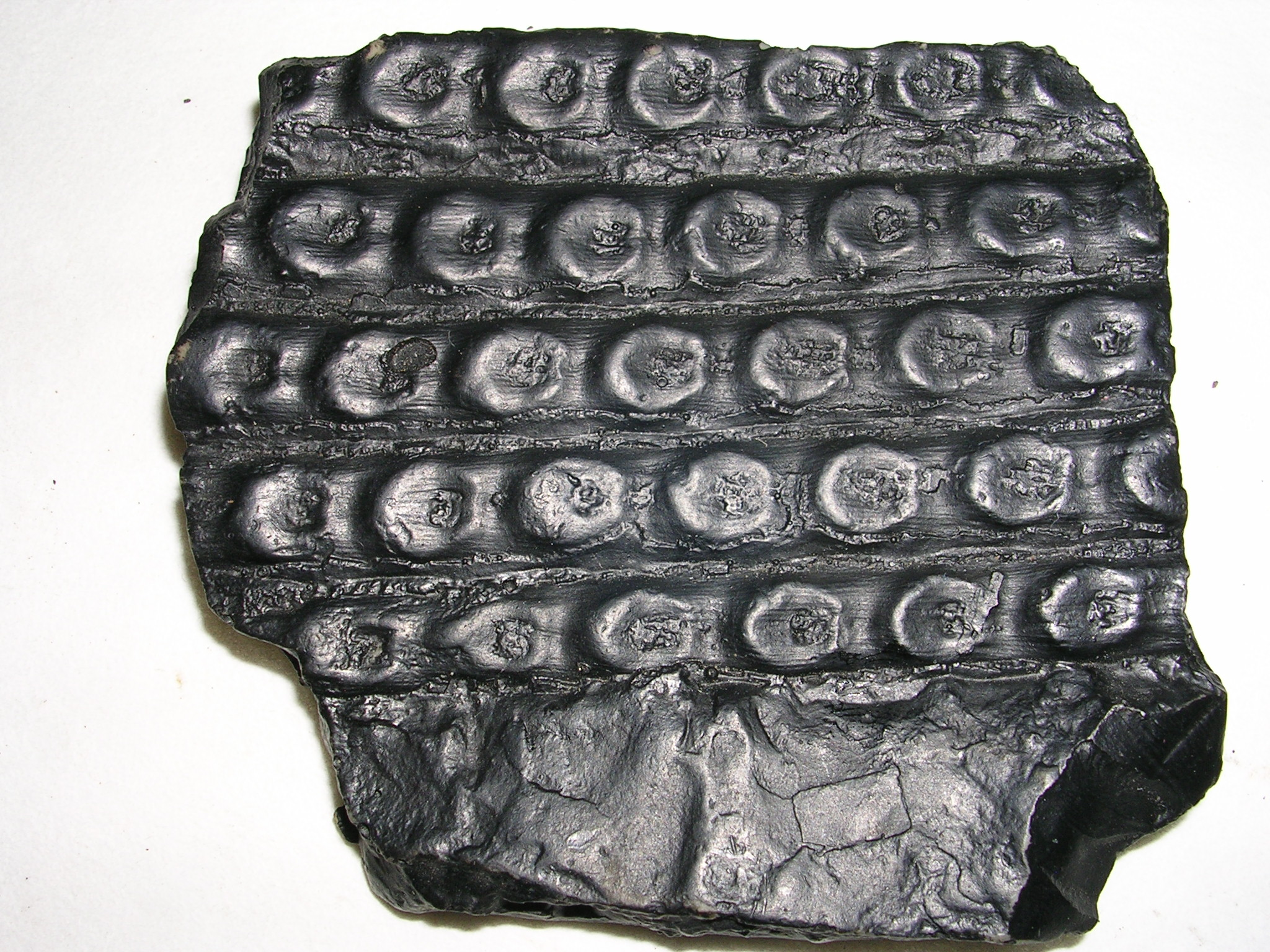
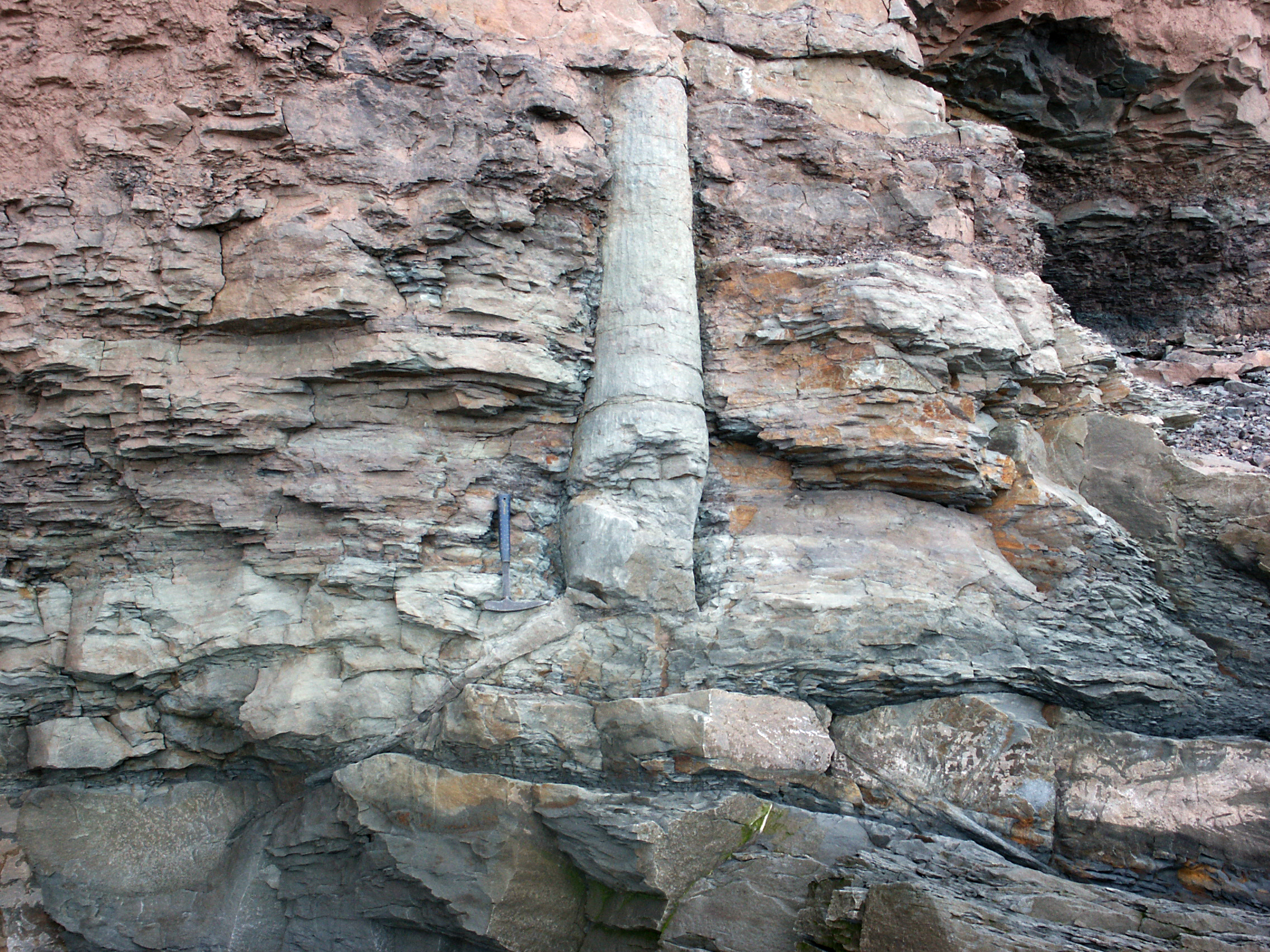
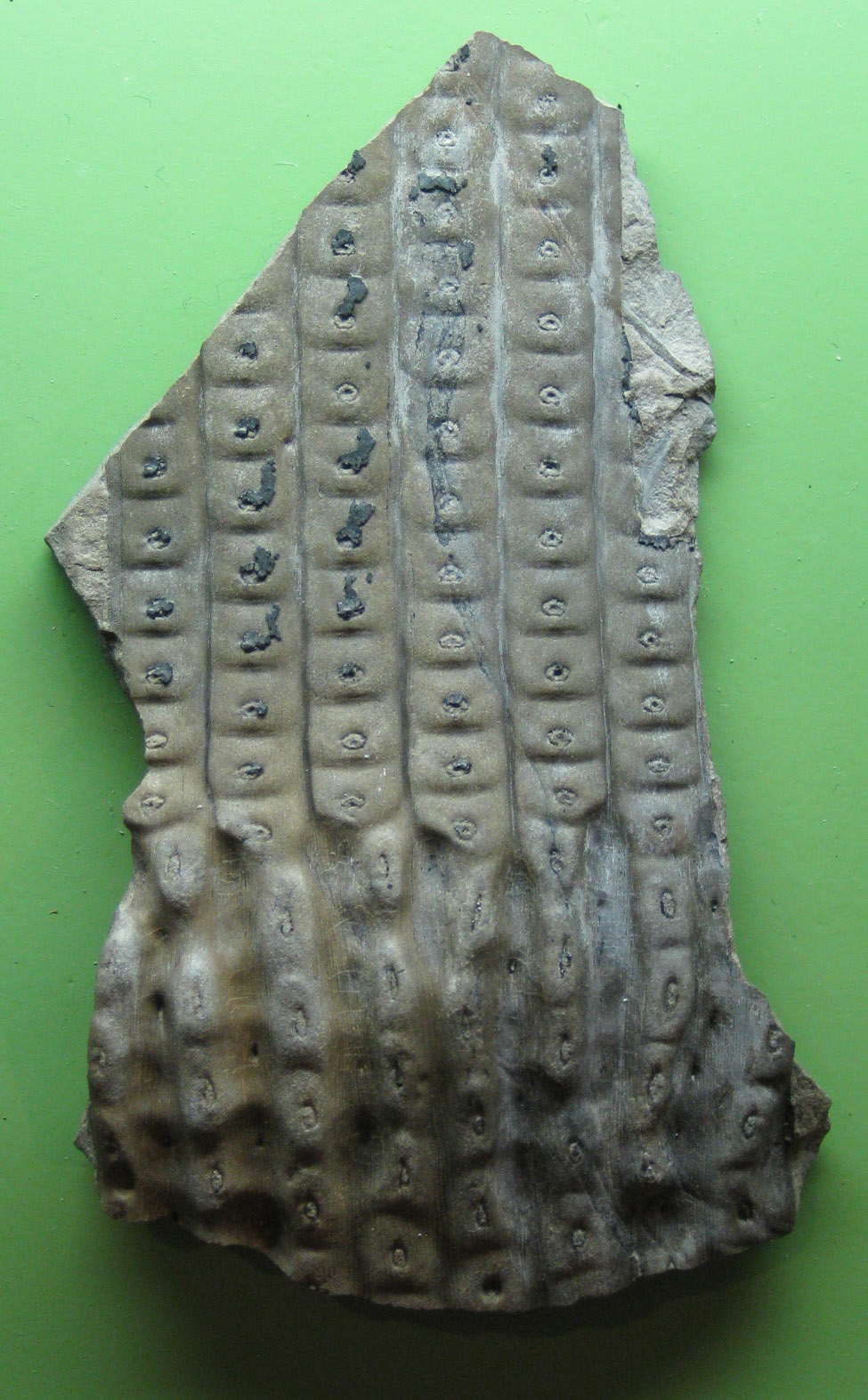